# Walther von Vatz

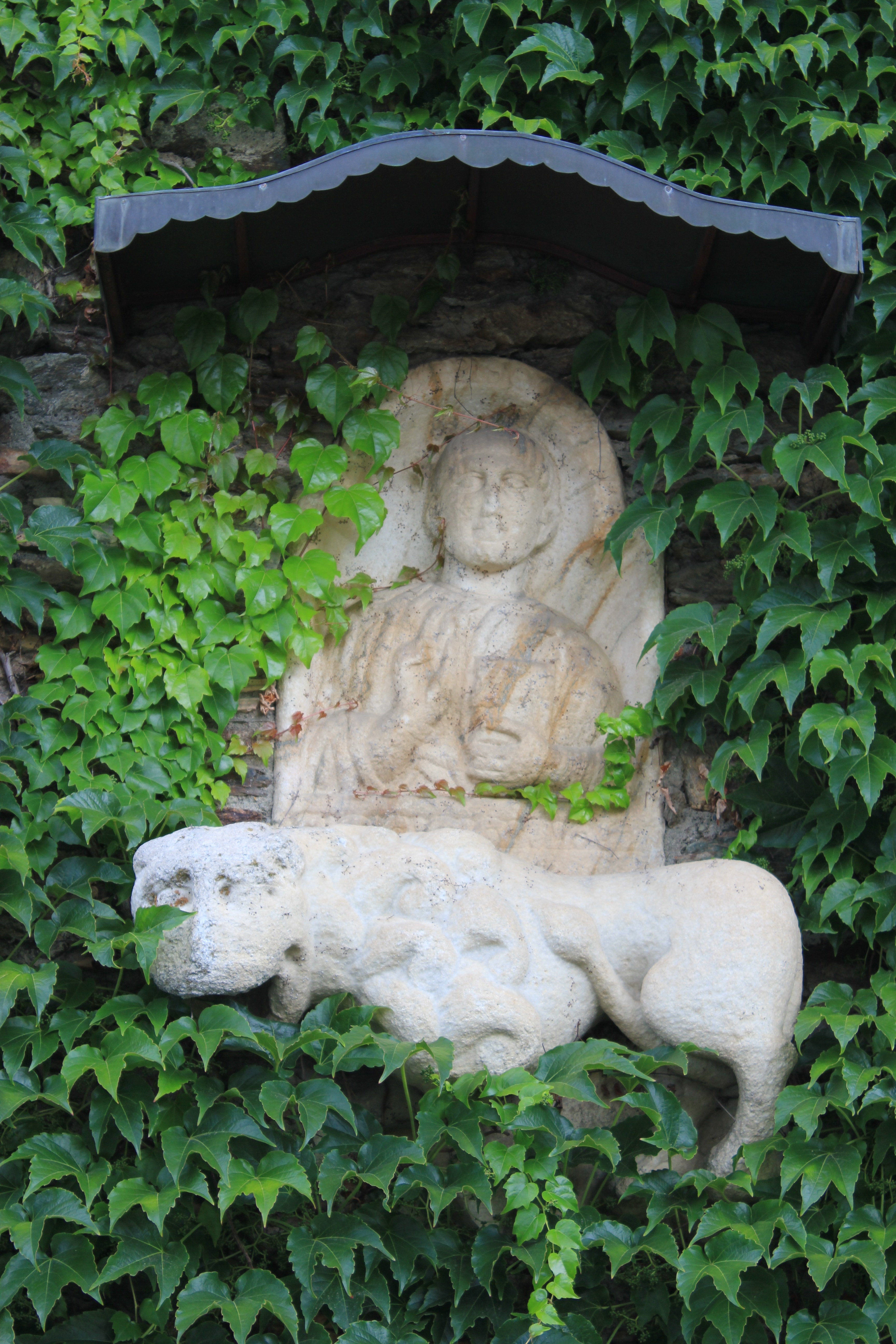
Brustbild von Walther von Vatz an der Stadtmauer von Straßburg (1210–1213 entstanden)

Walther von Vatz († 18. Januar 1213) war Bischof von Gurk.

## Leben
Walther von Vatz entstammte dem rätischen Geschlecht der Freiherren von Vaz aus Obervaz in Graubünden und war am Ostufer des Bodensees reich begütert. Er war zuerst Abt des Benediktinerstiftes Disentis, bevor er von seinem nahen Verwandten, dem Salzburger Erzbischof Eberhard II., zum Bischof von Gurk ernannt wurde. Seine Wahl wurde von Papst Innozenz III. zuerst für ungültig erklärt, da Eberhard ohne Erlaubnis des Papstes von der Kirche von Brixen zu jener von Salzburg übergegangen war und zuerst nicht als Erzbischof von Salzburg anerkannt wurde. Walther von Vatz unterwarf sich der päpstlichen Entscheidung. Erst im Jahr 1200 wurde er erneut ernannt und geweiht. Nebenbei war er auch noch Generalvikar von Salzburg.
Unter seiner Regentschaft entbrannte erneut ein Streit zwischen Gurk und Salzburg wegen des vom Domkapitels beanspruchten Rechts der freien Bischofswahl, 1205 wurde der Prozess bei der römischen Kurie anhängig. Zu diesem Zweck fälschte Gurk Dokumente, die bei dem Streit von 1180 nicht vorgelegt werden konnten. Diese wurden jedoch in Rom nicht anerkannt. 1208 wurde in Anagni die Entscheidung getroffen, dass nach dem Tod eines Gurker Bischofs der Salzburger Erzbischof in Gurk erscheinen soll, um dem Domkapitel einen Dreiervorschlag zu unterbreiten, der einen Kandidaten aus dem Schoß der Gurker Diözese und zwei Auswärtige enthalten sollte. Der vom Kapitel Auserwählte sollte vom Erzbischof geweiht werden.
Ein zweiter Streitpunkt war die Erlangung der Reichsunmittelbarkeit für Gurk, die der Bischof dem deutschen Kaiser Otto IV. vortrug. In dieser Angelegenheit wurde Gurk jedoch erneut der Oberhoheit Salzburgs unterworfen.
Bischof Walther war auch an wirtschaftlichen Fragen sehr interessiert und konnte den Besitzstand seines Bistums durch Käufe und Transaktionen erheblich vermehren. Er ließ auch den Gurker Dom ausbauen und neu ausstatten.
Bischof Walther von Vatz verstarb am 18. Januar 1213. Seine letzte Ruhestätte ist nicht überliefert.